# VII Premis Goya
La VIIa edició dels Premis Goya (oficialment en castellà, Premios Anuales de la Academia "Goya") va tenir lloc al Palau de Congressos de la ciutat de Madrid (Espanya) el 14 de març de 1993, i fa referència a aquelles produccions realitzades el 1992.
La presentació de la gala va anar a càrrec de l'actor Imanol Arias.
La gran guanyadora de la nit en fou Belle Époque de Fernando Trueba, que s'endugué 9 premis de les 17 candidatures a les quals optava, entre les quals la de millor pel·lícula, director, actriu, actor i actriu secundària i guió original. Per la seva banda, El maestro de esgrima de Pedro Olea aconseguí 3 premis de les 11 candidatures que tenia. La gran perdedora de la nit en fou Jamón, jamón de Bigas Luna, que no guanyà cap premi de les 7 candidatures que tenia.

## Nominats i guanyadors
| Millor pel·lícula | Millor director |
| --- | --- |
| - Belle Époque - El maestro de esgrima - Jamón, jamón | - Fernando Trueba per Belle Époque - Pedro Olea per El maestro de esgrima - Bigas Luna per Jamón, jamón |
| Millor actor | Millor actriu |
| - Alfredo Landa per La marrana - Javier Bardem per Jamón, jamón - Jorge Sanz per Belle Époque | - Ariadna Gil per Belle Époque - Penélope Cruz per Jamón, jamón - Assumpta Serna per El maestro de esgrima |
| Millor actor secundari | Millor actriu secundària |
| - Fernando Fernán Gómez per Belle Époque - Gabino Diego per Belle Époque - Enrique San Francisco per Orquesta Club Virginia                                                                        | - Chus Lampreave per Belle Époque - Mary Carmen Ramírez per Belle Époque - Pastora Vega per Demasiado corazón |
| Millor guió original | Millor guió adaptat |
| - Rafael Azcona, José Luis García Sánchez i Fernando Trueba per Belle Époque - Cuca Canals i Bigas Luna per Jamón, jamón - Julio Médem i Michel Gaztambide per Vacas                               | - Antonio Larreta, Francisco Prada Blanco, Pedro Olea i Arturo Pérez-Reverte per El maestro de esgrima - Rafael Alcázar i Manuel Vázquez Montalbán per El laberinto griego - Adolfo Marsillach per Yo me bajo en la próxima, ¿y usted? |
| Millor director novell | Millor direcció de producció |
| - Julio Médem per Vacas - Álex de la Iglesia per Acción mutante - Chus Gutiérrez per Sublet | - Esther García per Acción mutante - Cristina Huete per Belle Époque - Antonio Guillén Rey per El maestro de esgrima |
| Millor pel·lícula hispanoamericana | Millor pel·lícula europea |
| - Un lugar en el mundo de Adolfo Aristarain ( Argentina) - Como agua para chocolate de Alfonso Arau ( Mèxic) - Disparen a matar de Carlos Azpúrua ( Veneçuela)                                     | - Indoxina de Régis Wargnier ( França) - Agenda oculta de Ken Loach ( Regne Unit) - Riff-Raff de Ken Loach ( Regne Unit) |
| Millor fotografia | Millor muntatge |
| - José Luis Alcaine per Belle Époque - Alfredo F. Mayo per El maestro de esgrima - Hans Burmann per La marrana                                                                                     | - Carmen Frías per Belle Époque - Pablo Blanco Somoza per Acción mutante - José Salcedo per El maestro de esgrima |
| Millor direcció artística | Millor vestuari |
| - Juan Botella Ruiz-Castillo per Belle Époque - José Luis Arrizabalaga per Acción mutante - Luis Vallés per El maestro de esgrima                                                                  | - Javier Artiñano per El maestro de esgrima - Lala Huete per Belle Époque - Yvonne Blake per La reina anónima |
| Millor so | Millor música |
| - Julio Recuero, Gilles Ortion, Enrique Molinero i José Antonio Bermúdez per Orquesta Club Virginia - Georges Prat i Alfonso Pino per Belle Époque - Miguel Rejas i Ricard Casals per Jamón, jamón | - José Nieto per El maestro de esgrima - Antoine Duhamel per Belle Époque - Alberto Iglesias per Vacas |
| Millor maquillatge | Millors efectes especials |
| - Paca Almenara per Acción mutante - Ana Lorena i Ana Ferreira per Belle Époque - Romana González i Josefa Morales per El maestro de esgrima                                                       | - Olivier Gleyze, Yves Domenjoud, Jean-Baptiste Bonetto, Bernard Andre Le Boette, Emilio Ruiz del Río i Hipólito Cantero per Acción mutante - Lee Wilson per Demasiado corazón - Reyes Abades per Vacas                                |
| Millor curtmetratge de ficció | Millor curtmetratge documental |
| - El columpio de Álvaro Fernández Armero - Huntza d'Antonio Conesa - Oro en la pared de Jesús R. Delgado                                                                                           | - Primer acorde de Ramiro Gómez Bermúdez de Castro - Manualidades de Santiago Lorenzo |
| Goya d'honor | |
| - Manuel Mur Oti (director) | |